# Duncan James
Duncan James (Salisbury, 7 de abril de 1978) é um ator, cantor e apresentador de televisão britânico, membro da boy band inglesa Blue.

## Biografia
James cresceu sendo filho único em Devon e foi educado principalmente por sua mãe e avôs depois que o seu pai abandonou sua mãe antes que ele nascesse. Ele foi educado na Escola Dumpton (onde seu avô trabalhou como um professor de música), a Escola Milldown no Fórum Blandford e Escola de Colinas Corfe em Corfe Mullen e Colégio Sidmouth. Aos 15, ele interpretou o Duende em um Sonho de uma Noite de Verão. Ele também intepretou o doutor Watson em Sherlock Holmes no Teatro de Jovens Sidmouth. James também trabalhou para Haven Holidays como um Havenmate na Ilha de Wight e na Baía do Oeste em Dorset.
Em 2000, Duncan James junto com Antony Costa, convenceu Lee Ryan e Simon Webbe a formarem o Blue. O Blue alcançou o sucesso no Reino Unido e também em muitos outros países. Desde maio de 2001 até 2004, o Blue alcançou onze "Top 10 Singles" no Reino Unido dos quais três foram 1º lugar.

## Discografia

### Álbuns
- Future Past (12 de junho de 2006)

### Singles
- "I Believe My Heart" (com Keedie) (2004)
- "Sooner or Later" (2 de Junho de 2006)
- "Can't Stop a River" (14 de Agosto de 2006)
- "Amazed" (2006)